# ビジュー・フィリップス
ビジュー・フィリップス（Bijou Phillips, 1980年4月1日 - ）はアメリカコネチカット州グリニッジ出身の女優・歌手・モデル。ビジョウ・フィリップスと表記されることもある。

## 来歴
フォークグループのママス&パパスのメンバー、ジョン・フィリップスと『マイラ』等に出演した南アフリカ出身の女優・歌手・元モデルのジュヌヴィエーヴ・ウェイトとの間に生まれる。生まれはコネチカットだが、子供時代はニューヨーク、カリフォルニア、南アフリカで過ごす。女優のマッケンジー・フィリップス、歌手のチャイナ・フィリップスは異母姉妹。
名のBijouはランバート、ヘンドリックス&ロスの楽曲｢My Petite Bijou｣にちなんで名づけられた（Bijouはフランス語で宝石を意味する）。
13歳の時モデルとしてキャリアをスタートし、インタビューマガジンやイタリア版VOGUEの表紙を最年少で飾り、カルヴァン・クラインの広告に登場する等の活躍を見せる。また、その傍らで17歳の時にレコード契約を交わし、トーキング・ヘッズのジェニー・ハリスンのプロデュースでアルバム｢I'd Rather Eat Glass｣を発表する。
女優としては97年にサブライムのアルバム｢Sublime｣のミュージックビデオでデビュー。99年にジェームズ・トバック監督の『ブラック AND ホワイト』でチャーリー役を演じ、その演技が批評家に絶賛され、2001年のラリー・クラーク監督作の『BULLY ブリー』に起用される。
『悪魔の赤ちゃん』のリメイクである、2008年の『ダニエル/悪魔の赤ちゃん』では主人公の母親レノアを演じている。
その他の代表作に『ホステル2』等がある。
私生活では2011年に俳優のダニー・マスターソンと結婚したが、2023年9月ダニーがレイプで有罪判決を受けたあとに離婚している。
2017年にはかつて出演したいじめを物語のキーワードとした映画「BULLY ブリー」において共演したダニエル・フランゼーゼから、映画の撮影中彼に対して度々性的指向や体型を揶揄するなどの嫌がらせを行っていたことを告発されて謝罪している。

## フィルモグラフィ

### 映画
| 公開年 | 邦題 原題                                                                 | 役名               | 備考 |
| ------ | ------------------------------------------------------------------------- | ------------------ | --- |
| 1999   | ブラック AND ホワイト Black and White                                     | チャーリー         | |
| 2000   | あの頃ペニー・レインと Almost Famous                                      | エストレラ・スター | |
| 2001   | BULLY ブリー Bully                                                        | アリ・ウィリス     | |
| 2003   | ミッシング・ハイウェイ Octane                                             | バックパッカー     | |
| 2004   | ドア・イン・ザ・フロア The Door in the Floor                              | アリス             | |
| 2005   | アン・ハサウェイ/裸の天使 Havoc                                           | エミリー           | |
| 2005   | ヴェノム 毒蛇男の恐怖 Venom                                               | タミー             | |
| 2007   | ホステル2 Hostel: Part II                                                 | ホイットニー       | |
| 2007   | ジャームス 狂気の秘密 What We Do Is Secret                                | ローナ・ドゥーム   | |
| 2007   | 血の魔術師 The Wizard of Gore                                             | マギー             | 2009年10月31日～11月6日開催のAFTER DARK HORRORFEST*JAPAN2009にて上映 その後は今のところ、AFTER DARK HORRORFEST*JAPAN2009の上映作品の限定販売DVD-BOXでのみDVD化されている。 |
| 2008   | セックス・クラブ Choke                                                    | アーシュラ         | |
| 2009   | すんどめカップル Made for Each Other                                      | マーシー           | |
| 2009   | 音楽と体の神秘 〜ドラムビートはハートを打つ〜 The Heart Is a Drum Machine | 本人               | ドキュメンタリー映画 |
| 2009   | ダニエル/悪魔の赤ちゃん It's Alive                                        | レノア・ハーカー   | 1974年の映画『悪魔の赤ちゃん』のリメイク |

### テレビ
| 放映年    | 邦題 原題                                                  | 役名                   | 備考                                 |
| --------- | ---------------------------------------------------------- | ---------------------- | ------------------------------------ |
| 2006      | CSI:科学捜査班 CSI: Crime Scene Investigation              | リル・チェリー         | シーズン6 第13話 "ラストショー"      |
| 2010      | Hawaii Five-0                                              | カミール・タウンゼント | シーズン1 第10話 "アスリートを追え!" |
| 2010-2013 | シングルパパの育児奮闘記 Raising Hope                      | ルーシー・カーライル   | 7エピソード                          |
| 2012      | LAW & ORDER:性犯罪特捜班 Law & Order: Special Victims Unit | ディア・ノビル         | シーズン14 第7話 "無償の親心"        |

### コンピュータゲーム
| 発売年 | 邦題 原題                                                                | 役名                   | 備考     |
| ------ | ------------------------------------------------------------------------ | ---------------------- | -------- |
| 2004   | グランド・セフト・オート・サンアンドレアス Grand Theft Auto: San Andreas | ヘレナ・ワンクスタイン | 声の出演 |